# Quinndary Weatherspoon
Quinndary Vonta Weatherspoon (Canton, Misisipi, 10 de septiembre de 1996) es un jugador de baloncesto estadounidense que pertenece a la plantilla de los Brampton Honey Badgers de la CEBL canadiense. Con 1,91 metros de estatura, ocupa la posición de escolta.

## Trayectoria deportiva

### Universidad
Jugó cuatro temporadas con los Bulldogs de la Universidad Estatal de Misisipi, en las que promedió 15,4 puntos, 5,2 rebotes, 2,4 asistencias y 1,5 robos de balón por partido. En su última temporada fue elegido por los entrenadores en el mejor quinteto de la Southeastern Conference, en el segundo en 2017 y 2018 y en el mejor quinteto freshman en 2016.

#### Estadísticas
| Año     | Equipo            | PJ  | PT  | MPP  | %TC  | %3P  | %TL  | RPP | APP | ROB | TPP | PPP  |
| ------- | ----------------- | --- | --- | ---- | ---- | ---- | ---- | --- | --- | --- | --- | ---- |
| 2015–16 | Mississippi State | 31  | 17  | 27.0 | .448 | .394 | .805 | 4.7 | 1.4 | 1.4 | .5  | 12.0 |
| 2016–17 | Mississippi State | 29  | 29  | 31.9 | .469 | .373 | .766 | 5.1 | 1.8 | 1.7 | .3  | 16.5 |
| 2017–18 | Mississippi State | 37  | 37  | 31.4 | .484 | .313 | .771 | 6.0 | 3.3 | 1.4 | .3  | 14.4 |
| 2018–19 | Mississippi State | 34  | 34  | 34.0 | .508 | .396 | .809 | 4.7 | 2.8 | 1.7 | .3  | 18.5 |
| Total   | Total             | 131 | 117 | 31.2 | .480 | .368 | .788 | 5.2 | 2.4 | 1.5 | .4  | 15.4 |

### Profesional
Fue elegido en la cuadragésimo novena posición del Draft de la NBA de 2019 por San Antonio Spurs. Disputó la Summer League con el equipo, y el julio de 2019 le firmaron un contrato dual para jugar también con el filial de la G League, los Austin Spurs.
En su primer año disputó 11 encuentros con el primer equipo, y el 24 de noviembre de 2020, renovó su contrato dual con los Spurs.
El 11 de octubre de 2021, los Golden State Warriors firmaron a Weatherspoon, pero lo despidieron dos días después. Días después, Weatherspoon se unió a los Santa Cruz Warriors como jugador afiliado. El 23 de diciembre de 2021 firmó un contrato de 10 días con los Golden State Warriors. El 3 de enero de 2022 firmó un contrato dual con los Warriors. El 16 de junio de 2022 se proclama campeón de la NBA por primera vez en su carrera, tras vencer a los Celtics en la Final (4-2), no disputando ningún encuentro de playoffs. El 22 de julio, renueva su contrato dual con los Warriors. Pero es cortado el 13 de octubre antes del comienzo de la temporada.
En diciembre de 2022 se marcha a China para firmar con los Tianjin Pioneers de la CBA hasta final de temporada. Allí disputa 23 encuentros, y se convierte en el tercer máximo anotador del equipo esa temporada con 16,5 puntos por encuentro.
En julio de 2023 disputa la NBA Summer League con Orlando Magic, aunque finalmente firma contrato con Los Angeles Lakers.
El 8 de octubre de 2024 firma con los Qingdao Eagles de la Chinese Basketball Association.
El 6 de mayo de 2025 firma con los Brampton Honey Badgers de la Canadian Elite Basketball League.

## Estadísticas de su carrera en la NBA
|  | Denota temporada en la que ganó un campeonato de la NBA |

### Temporada regular
| Año     | Equipo       | PJ | PT | MPP | %TC  | %3P  | %TL   | RPP | APP | ROB | TPP | PPP |
| ------- | ------------ | -- | -- | --- | ---- | ---- | ----- | --- | --- | --- | --- | --- |
| 2019-20 | San Antonio  | 11 | 0  | 7.1 | .294 | .200 | .500  | .6  | 1.0 | .3  | .1  | 1.1 |
| 2020-21 | San Antonio  | 20 | 0  | 6.1 | .457 | .167 | .813  | .6  | .4  | .4  | .1  | 2.3 |
| 2021-22 | Golden State | 11 | 0  | 6.6 | .571 | .200 | 1.000 | 1.3 | .5  | .1  | .1  | 2.7 |
| Total   | Total        | 42 | 0  | 6.5 | .452 | .188 | .826  | .8  | .6  | .3  | .1  | 2.1 |